# Stipa capensis
Stipa capensis är en gräsart som beskrevs av Carl Peter Thunberg. Stipa capensis ingår i släktet fjädergrässläktet, och familjen gräs. Inga underarter finns listade i Catalogue of Life.